# Cetonana simoni
Cetonana simoni là một loài nhện trong họ Trachelidae.
Loài này thuộc chi Cetonana. Cetonana simoni được George Newbold Lawrence miêu tả năm 1942.